# Rickie Lee Jones
Rickie Lee Jones (* 8. listopadu 1954 Chicago, Illinois, USA) je americká rocková zpěvačka. V druhé polovině sedmdesátých let byla přítelkyní Toma Waitse a tak často, ještě spolu s Chuck E. Weissem, chodili spolu do různých barů. Své první, eponymní, album vydala v roce 1979 a Waits ji tehdy doprovodil i na evropském turné. Když se z něj vrátili, rozešli se spolu a to hlavně kvůli její drogové závislosti. Je vypravěčkou filmu Shit Year (2010).

## Diskografie
- Rickie Lee Jones (1979)
- Pirates (1981)
- The Magazine (1984)
- Flying Cowboys (1989)
- Pop Pop (1991)
- Traffic from Paradise (1993)
- Ghostyhead (1997)
- It's Like This (2000)
- The Evening of My Best Day (2003)
- The Sermon on Exposition Boulevard (2007)
- Balm in Gilead (2009)
- The Devil You Know (2012)
- The Other Side of Desire (2015)
- Kicks (2019)